# Château Fugger de Babenhausen
 (décembre 2024).
Si vous disposez d'ouvrages ou d'articles de référence ou si vous connaissez des sites web de qualité traitant du thème abordé ici, merci de compléter l'article en donnant les références utiles à sa vérifiabilité et en les liant à la section « Notes et références ».
 (décembre 2024).
La mise en forme du texte ne suit pas les recommandations de Wikipédia : il faut le « wikifier ».
Les points d'amélioration suivants sont les cas les plus fréquents. Le détail des points à revoir est peut-être précisé sur la page de discussion.
- Les titres sont pré-formatés par le logiciel. Ils ne sont ni en capitales, ni en gras.
- Le texte ne doit pas être écrit en capitales (les noms de famille non plus), ni en gras, ni en italique, ni en « petit »…
- Le gras n'est utilisé que pour surligner le titre de l'article dans l'introduction, une seule fois.
- L'italique est rarement utilisé : mots en langue étrangère, titres d'œuvres, noms de bateaux, etc.
- Les citations ne sont pas en italique mais en corps de texte normal. Elles sont entourées par des guillemets français : « et ».
- Les listes à puces sont à éviter, des paragraphes rédigés étant largement préférés. Les tableaux sont à réserver à la présentation de données structurées (résultats, etc.).
- Les appels de note de bas de page (petits chiffres en exposant, introduits par l'outil «  Source ») sont à placer entre la fin de phrase et le point final[comme ça].
- Les liens internes (vers d'autres articles de Wikipédia) sont à choisir avec parcimonie. Créez des liens vers des articles approfondissant le sujet. Les termes génériques sans rapport avec le sujet sont à éviter, ainsi que les répétitions de liens vers un même terme.
- Les liens externes sont à placer uniquement dans une section « Liens externes », à la fin de l'article. Ces liens sont à choisir avec parcimonie suivant les règles définies. Si un lien sert de source à l'article, son insertion dans le texte est à faire par les notes de bas de page.
- La présentation des références doit suivre les conventions bibliographiques. Il est recommandé d'utiliser les modèles {{Ouvrage}}, {{Chapitre}}, {{Article}}, {{Lien web}} et/ou {{Bibliographie}}. Le mode d'édition visuel peut mettre en forme automatiquement les références.
- Insérer une infobox (cadre d'informations à droite) n'est pas obligatoire pour parachever la mise en page.

Pour une aide détaillée, merci de consulter Aide:Wikification.
Si vous pensez que ces points ont été résolus, vous pouvez retirer ce bandeau et améliorer la mise en forme d'un autre article.

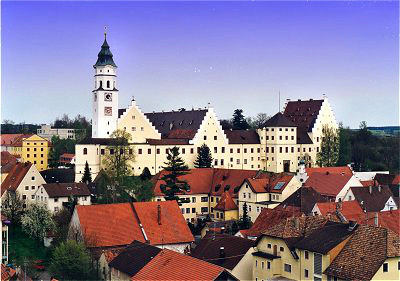
Château Fugger à Babenhausen

Le château des Fugger à Babenhausen, situé dans le bourg souabe de Babenhausen (Souabe), dans l'arrondissement d'Unterallgäu (Bavière), est le siège de la famille noble souabe des Fugger-Babenhausen, élevée au rang de princes du Saint-Empire en 1803. L'ensemble du château, comprenant le jardin ainsi que les bâtiments administratifs et économiques associés, est protégé en tant qu'ensemble architectural.

## Histoire
Un château-fort, situé au même endroit que le château actuel, a été mentionné pour la première fois dans des documents en 1237. Ce château, ainsi que la seigneurie de Kellmünz, avait été confié en fief par les comtes palatins de Tübingen aux seigneurs de Schönegg. Par la suite, il passa entre les mains des seigneurs de Rotenstein. En 1363, Heinrich von Rotenstein vendit le château et la seigneurie au comte Eberhard II de Wurtemberg, qui les confia à son tour en fief au chevalier Schwigger von Gundelfingen.

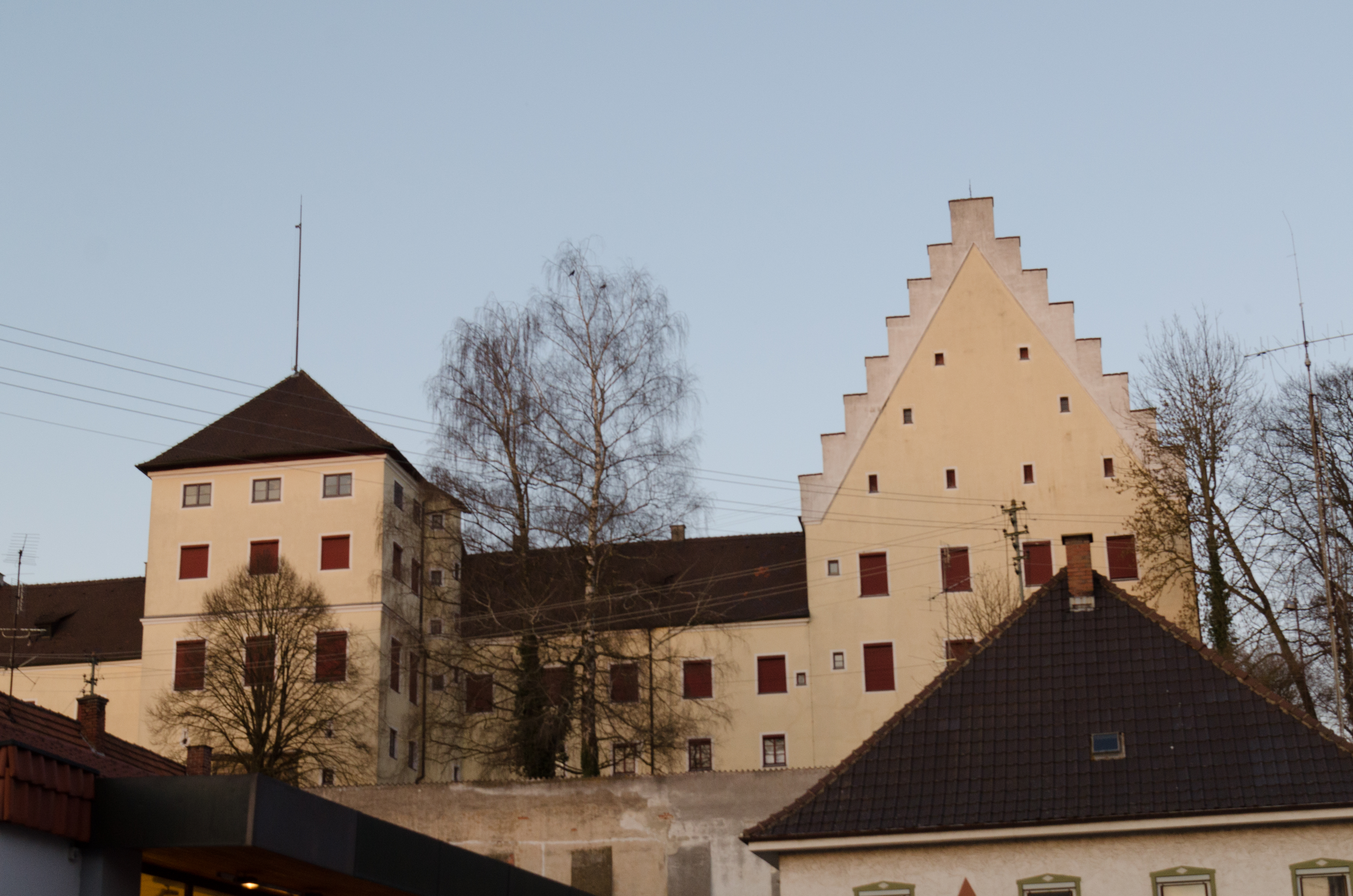
L'exploitation minière à droite

À partir de 1378, le fief passa à Jörg von Rechberg zu Kellmünz et Gaudenz von Rechberg zu Osterberg. De cette époque date la partie la plus ancienne du château, appelée le bâtiment Rechberg. Au XVe siècle, la ville perdit son droit de cité. Le 20 décembre 1538, Anton Fugger, élevé au rang de comte d'Empire en 1530, acquit pour 36 000 florins la forteresse de Babenhausen (le bâtiment Rechberg) ainsi que la seigneurie en fief de Babenhausen de la part du duc Ulrich de Wurtemberg. Le 23 janvier 1539, il acheta pour 68 000 florins la seigneurie foncière de Babenhausen des frères Rechberg, laquelle faisait partie depuis 1500 du Cercle impérial souabe. Ses descendants, les Fugger de la branche du Lys, obtinrent en 1583 le statut héréditaire de membres du Cercle impérial et régional souabe, et firent partie du Collège des comtes impériaux souabes.

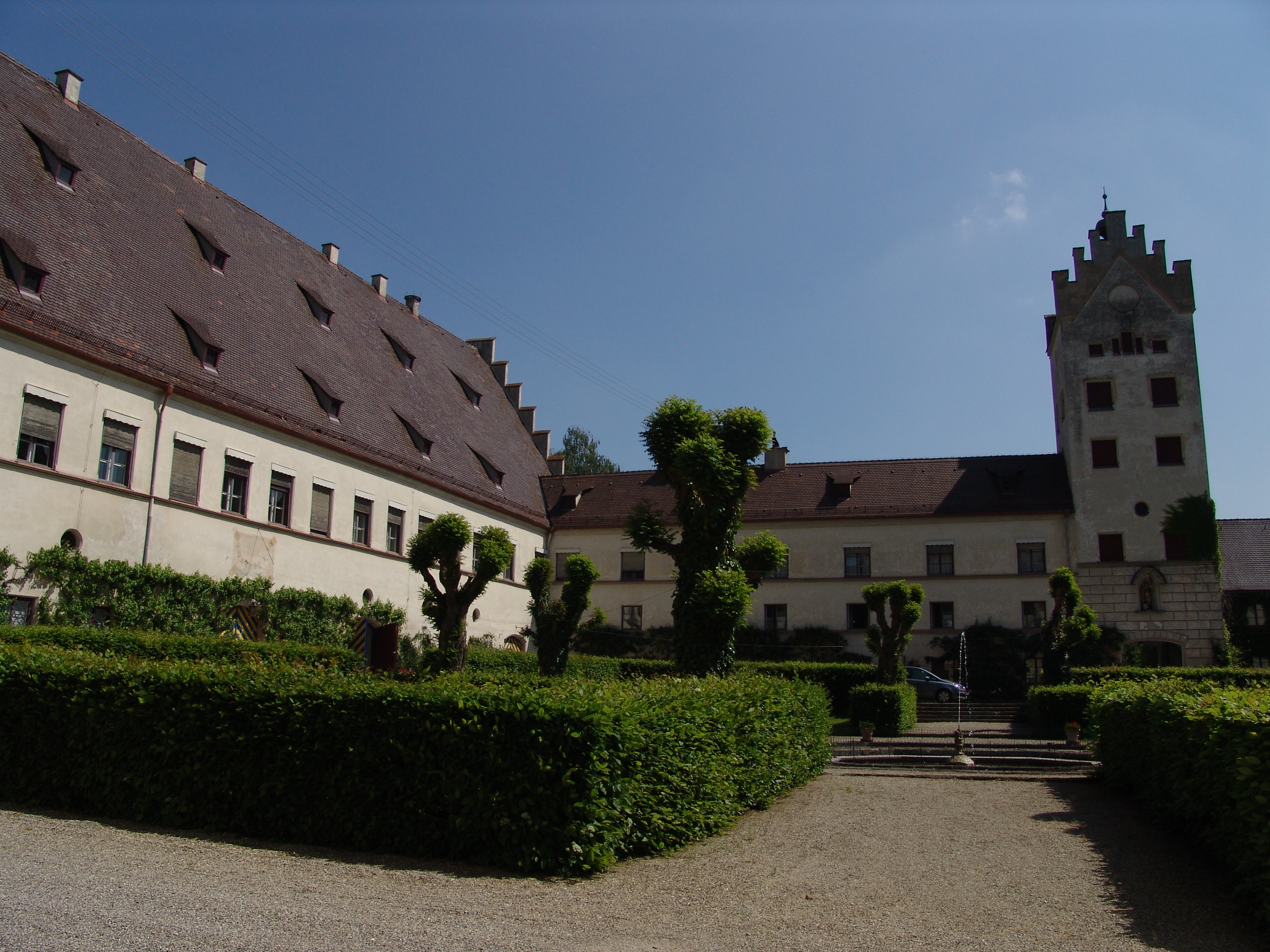
Cour

À partir de 1541, les travaux de construction de l’ensemble du château commencèrent, pour un coût de 36 000 florins. Le bâtiment existant, le Rechbergbau, fut complètement remanié, tandis que, au nord de celui-ci, le Nouveau Château fut édifié. Sa structure brute était déjà achevée en 1543. La même année, les fenêtres furent installées, et deux girouettes furent placées sur le toit. Un bâtiment transversal, reliant les deux ailes parallèles du château ainsi que l’église à l’ouest, date de cette période. L’année 1543 est inscrite dans le passage de ce bâtiment transversal.
Dans le même temps, l’aile des bureaux à l’est et la tour-porte attenante à l’est furent construites. La brasserie et le grenier à dîme, situés au nord-est du complexe, près de la Fuggerstraße, suivirent peu après. Entre 1544 et 1546, Anton Fugger acheta plusieurs maisons voisines, qu’il fit démolir, y compris l’ancien presbytère, pour aménager des remparts et des fossés autour du château, principalement à l’ouest.
Les documents de l’époque mentionnent le maître Quirin Knoll d’Augsbourg comme architecte principal. Il était assisté des contremaîtres Hans Fischgatter d’Augsbourg (mentionné en 1542) et Gilg Praun de Wessobrunn. Le maître charpentier était probablement Ulrich Beck d’Augsbourg, mentionné en 1543, accompagné de son contremaître, Lienhardt Hainlin, également d’Augsbourg.
Les travaux d’aménagement intérieur s’étalèrent sur plusieurs années. En 1545, Hans Breithart d’Augsbourg réalisa une cheminée en marbre de Salzbourg et, en 1547, une autre en marbre blanc. Hans Wisreuter de Munich, maître ébéniste, était présent sur le chantier en 1547, probablement pour fabriquer des plafonds à caissons. Le pignon est du Nouveau Château et le portail d’entrée de la cour orientale portent l’inscription de l’année 1562. D’importantes dépenses supplémentaires pour l’aménagement intérieur furent engagées en 1572. Jonas Holl, demi-frère d’Elias Holl, participa à de nouveaux travaux en 1590.

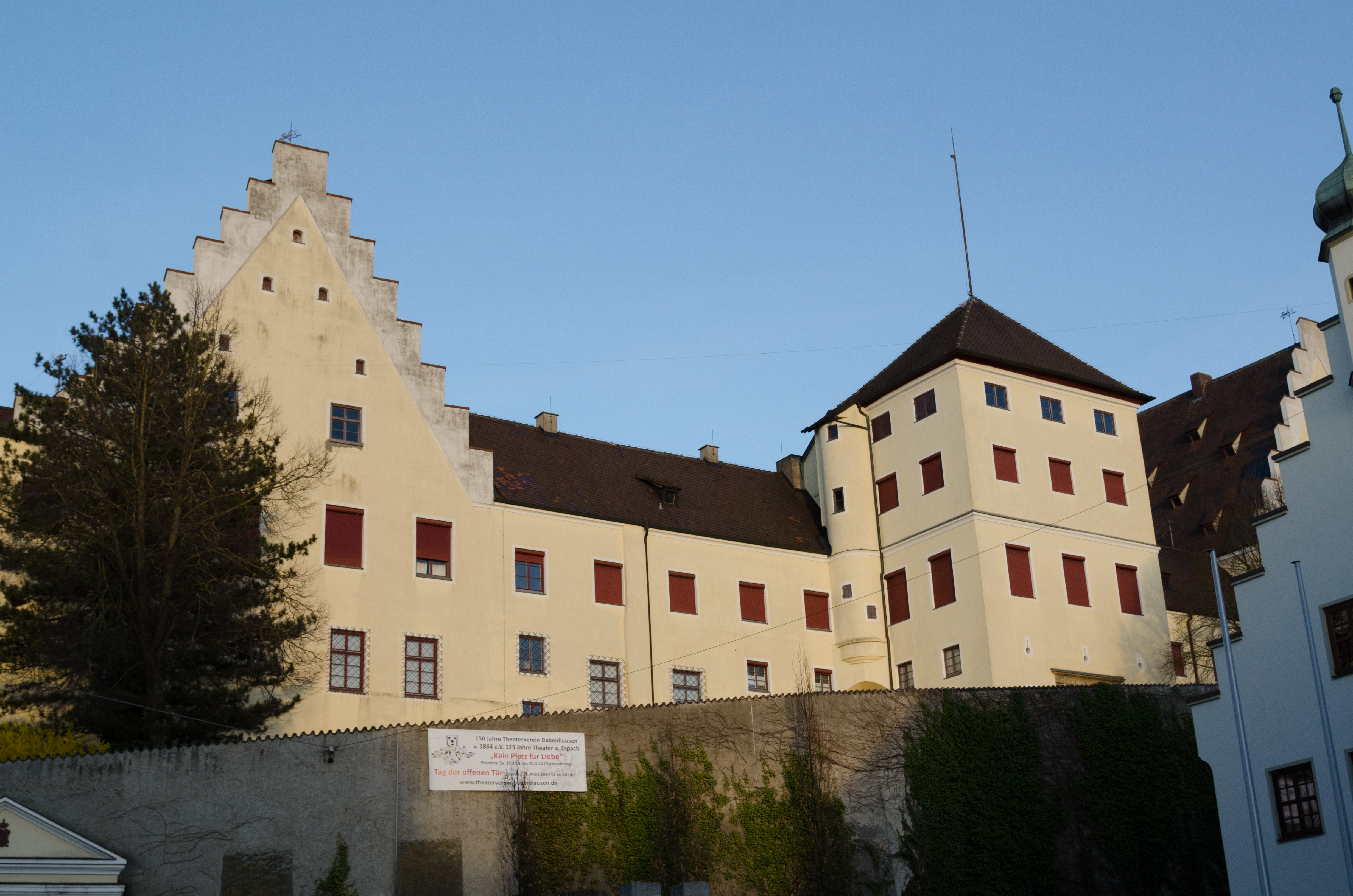
Façade nord-ouest

En 1633, le château fut occupé pendant six mois par les Suédois, qui emportèrent du mobilier en Finlande. D’autres transformations et réaménagements furent réalisés au XVIIIᵉ siècle, en deux grandes phases. De 1737 à 1747, sous le comte Franz Carl Fugger, le Nouveau Château et le bâtiment transversal ouest furent remaniés. Après sa mort en 1758, sa veuve, la comtesse Maria Josepha Antonia, poursuivit les travaux de 1759 à 1762, selon les plans de Johann Michael Fischer. À cette époque, l’intérieur du bâtiment Rechberg fut réaménagé, ce dernier étant habité par la comtesse jusqu’à sa mort en 1771.
En 1803, les seigneuries de Babenhausen et Kettershausen furent regroupées pour former la principauté de Babenhausen, et le comte Anselm Maria Fugger von Babenhausen fut élevé au rang de prince du Saint-Empire. Avec l’Acte de la Confédération du Rhin en 1806, la principauté devint une seigneurie immédiate rattachée au royaume de Bavière. En 1845, le prince Léopold Fugger fit uniformiser et simplifier toutes les façades du château. Elles reçurent à cette occasion des éléments inspirés du néogothique, avec des fenêtres encadrées et des pignons en escalier remplaçant les bords ondulés du XVIᵉ siècle. Jusqu’en 1848, le château resta le siège du tribunal seigneurial princier des Fugger à Babenhausen.
Dans les années précédant 1914, plusieurs pièces du Nouveau Château furent redécorées à l’initiative de la princesse Nora Fugger par l’architecte munichois Ernst Haiger et le marchand d’art Jakob Doppler, également basé à Munich. Le couloir supérieur fut transformé en salle des ancêtres. En 1955, le musée Fugger fut inauguré au château par Friedrich Carl Fugger. Une rénovation du complexe, toujours propriété de la famille Fugger, eut lieu en 1956.

## Descriptif du chantier

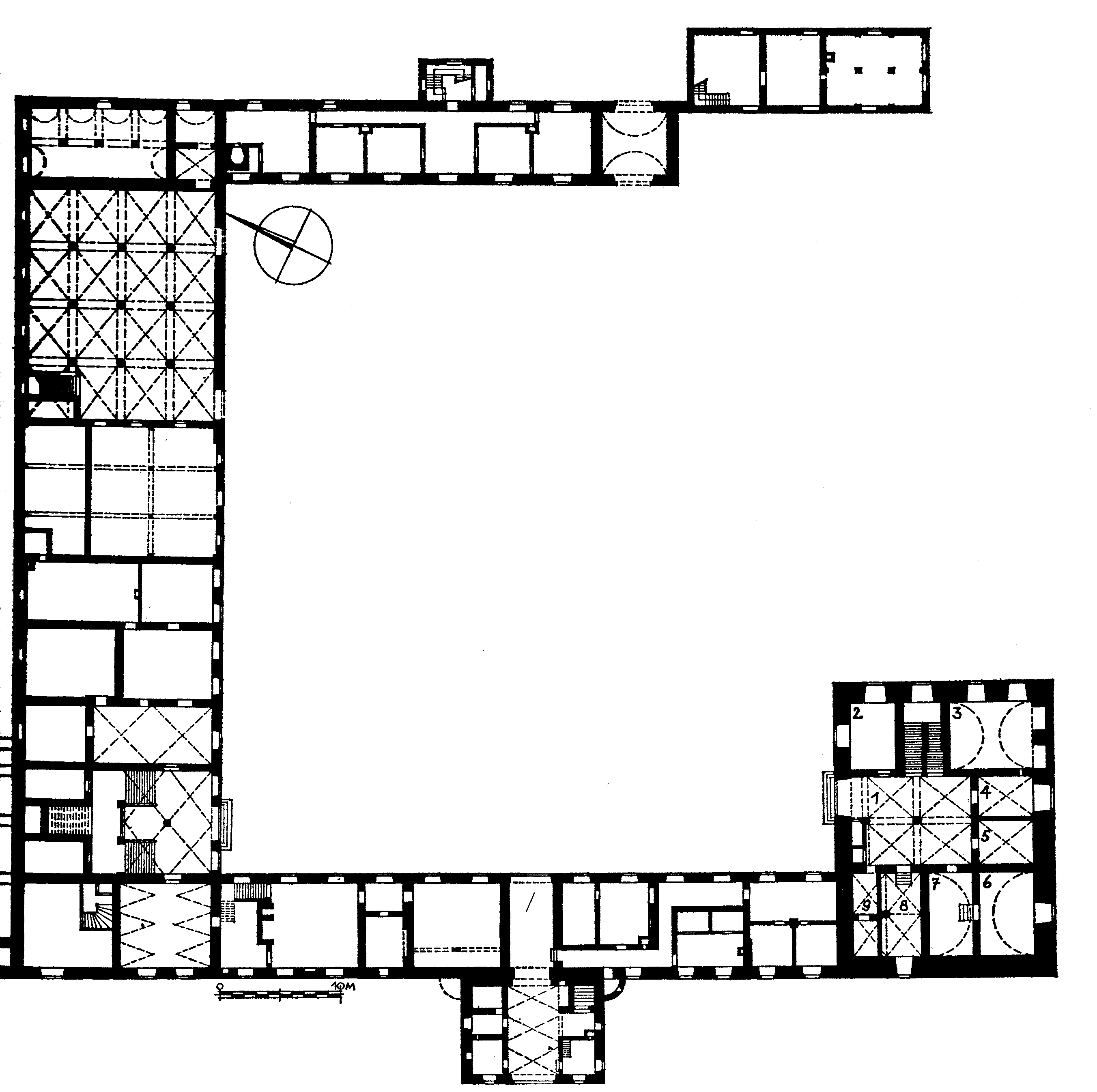
Plan d'étage au rez-de-chaussée, mine de râteau à droite

Le complexe château majestueux et diversifié occupe le bord d'un plateau et domine, avec sa puissante façade nord-ouest, le vieux centre, qui se trouve en contrebas dans la vallée de Günz.
L'exploitation minière au râteau remonte à après 1378. Sous Anton Fugger et ses descendants, le complexe fut constamment agrandi et l' église Saint-André avec sa tour fut intégrée au complexe du palais.
De vastes bâtiments agricoles, une brasserie, un Zehntstadel, des bureaux, etc. ont ensuite été construits au sud du complexe du palais. un. – Salle ancestrale et bibliothèque repensées d'après les plans de l'architecte munichois Ernst Haiger (achevé en 1914).

## littérature
- Georg Dehio: Handbuch der deutschen Kunstdenkmäler – Bayern III – Schwaben. Deutscher Kunstverlag, München, Berlin 2008,  (ISBN 978-3-422-03116-6), S. 161–163.
- Heinrich Habel: Landkreis Illertissen. Hrsg.: Torsten Gebhard und Adam Horn. Band 27. Deutscher Kunstverlag, München 1967, S. 38–53.
- Fürstin Nora Fugger: Im Glanz der Kaiserzeit. Wien/München 1980, S. 424.
- Markus Graf Fugger: Fugger-Museum Schloß Babenhausen. München/Zürich 1990.

## Liens Internet
- Denkmalliste für Babenhausen (PDF) beim Bayerischen Landesamt für Denkmalpflege
- Website der Fürstlich und Gräflich Fuggerschen Stiftungs-Administration
- Quellen zur Geschichte der Familie Fugger